# ZTS公司
48°58′1.8″N 18°11′13.5″W / 48.967167°N 18.187083°W
ZTS公司（直译：重型特种工程设备股份有限公司，简称ZŤS - ŠPECIÁL, a.s.或ZTS - SPECIAL, a.s.，早期名称见下文）是20世纪下半叶斯洛伐克最重要的机械工程企业之一。20世纪80年代，该公司雇用了多达15,000名员工。

## 生产
直到第二次世界大战结束，这里都生产军用机械，以及二战后生产的桥梁结构、牵引车、港口起重机、车床等。从1957年开始生产采矿加强件、轧制设备、火车机车等，从1970年开始还生产轴向静压转换器，从1977年开始还生产挖掘机。20世纪80年代末，生产了挖掘机，以及叉车、轧机和金属锯、万向节、扭杆等。

## 公司历史
公司历史简介：
- 1937 年，斯柯达比尔森公司在瓦赫河畔杜布尼察建立了专门生产火炮的工厂。该工厂以半地下作业方式建造，并逐步构建为一个封闭的生产技术周期，从半成品、机械加工和专用工具的生产到完整火炮系统的测试。

- 第二次世界大战期间，该公司在赫尔曼·戈林兵工厂（英语：Reichswerke Hermann Göring）的管理下运营[4]。除了武器和弹药外，该公司还生产船用鱼雷、飞机发动机和V2导弹的零部件。 1945年，该公司在盟军空军的轰炸下几乎被彻底摧毁。

- 1945年至1948年期间，公司逐步更新。当时的首批产品包括桥梁结构和起重机，用于恢复被战争摧毁的国家。后来开始生产挖掘机和机床。

- 1957年以后的时期是民用生产的巨大发展期。部分轧机生产从斯柯达比尔森转移，而内燃机车和电力机车的生产则从CKD普拉加（英语：ČKD-Praga）撤出。在此期间，公司制造并交付了数千吨的表面精加工生产线，其中大部分仍在运行。最重要的客户包括苏联、波兰、伊朗、埃及、巴基斯坦等国家，至于当地客户则包括VSŽ科希策（英语：U. S. Steel Košice, s.r.o.）公司。 T669系列内燃机车仍在运行。该公司还参与了捷克斯洛伐克第一座核电站（博胡尼采核电站（英语：Bohunice Nuclear Power Plant））——A1的技术设备的生产。

- 1970年，与德国公司SAUER-SUNDSTRAND签署了生产轴向静液压传动装置的合作协议，该协议成为斯洛伐克开发和生产道路和建筑机械的基础。经法国波克兰[5]许可生产的液压挖掘机的生产从马丁转移至ZTS瓦赫河畔杜布尼察。

- 国防装备生产线仍然是主要生产线。在其存在期间，该公司生产、升级或维修了50种各式武器，总计约50000件。自1987年以来，国防装备产量出现系统性下降，特别是停止向过去最大的商业伙伴——前苏联交付坦克和战车。

- ZTS公司的工厂1937年的运营场所已投入运营。工厂名称几经变更。自1998年以来更名为ZTS SPECIAL a.s。公司目前生产30至155毫米的炮管和火炮、73毫米2A48和30毫米2A42火炮的备件、SpGH DANA、SpGH ZUZANA的备件、军事装备维修、技术转让、技术援助和各种培训。自2003年以来，民用生产显着增加，方向为：风力发电厂和替代能源部件的生产、建筑用底盘和设备、林业机械、铁路项目部件（例如铁路）的生产，例如车轴等。

## 部分产品
- 155mm SpGH Zuzana自行榴弹炮搭载的155mm口径榴弹炮[6]
- DVK-30炮塔[7]

## 引文
1. 1 2  . www.registeruz.sk. 斯洛伐克共和国财政部. 2024-04-18  [2024-04-17]. （原始内容存档于2024-04-17） （英语）.
2. ↑  . www.ztsspecial.sk. 2024-04-17  [2024-04-17]. （原始内容存档于2024-04-17） （英语）.
3. ↑  . www.ztsspecial.sk. 2024-04-17  [2024-04-17]. （原始内容存档于2024-04-17） （英语）.
4. ↑  Gerd Wysocki.  (PDF). 不伦瑞克: Steinweg（德语：Steinweg (Braunschweig)）. 1992: 27  [2024-06-08]. ISBN 9783925151514. OCLC 27260000. （原始内容存档 (PDF)于2024-12-06） （德语）.
5. ↑  . poclain-hydraulics.cn. 2024-04-17  [2024-04-17]. （原始内容存档于2024-04-17） （中文）.
6. ↑  . www.ztsspecial.sk. 2024-04-17  [2024-04-17]. （原始内容存档于2024-04-17） （英语）.
7. ↑  . www.ztsspecial.sk. 2024-04-17  [2024-04-17]. （原始内容存档于2024-04-18） （英语）.